# لي جون-يونغ
لي جون-يونغ (هانغل: 이준영) هو لاعب كرة قدم كوري جنوبي في مركز الهجوم، ولد في 26 ديسمبر 1982 في كوريا الجنوبية. لعب مع نادي سول.

## وصلات خارجية
- لي جون-يونغ على موقع دوري كوريا الجنوبية (الإنجليزية)
- لي جون-يونغ على موقع قاعدة بيانات كرة القدم.إي يو (الإنجليزية)
- لي جون-يونغ على موقع Soccerway.com (الإنجليزية)